# Ashton (Iowa)
Ashton es una ciudad situada en el condado de Osceola, en el estado de Iowa, Estados Unidos. Según el censo de 2000 tenía una población de 461 habitantes.

## Geografía
Según la Oficina del Censo de los Estados Unidos, la localidad tiene un área total de 2,62 km², de los cuales 2,60 km² corresponden a tierra firme y el restante 0,02 km² a agua, que representa el 0,53% de la superficie total de la localidad.

## Demografía
Según el censo de 2000, había 461 personas, 192 hogares y 126 familias residiendo en la localidad. La densidad de población era de 177,07 hab./km². Había 212 viviendas con una densidad media de 81,0 viviendas/km². El 99,13% de los habitantes eran blancos, 0,22% amerindios, el 0,22% asiáticos y el 0,43% pertenecía a dos o más razas. El 0,65% de la población eran hispanos o latinos de cualquier raza.
Según el censo, de los 192 hogares, en el 33,3% había menores de 18 años, el 58,3% pertenecía a parejas casadas, el 3,6% tenía a una mujer como cabeza de familia, y el 33,9% no eran familias. El 32,8% de los hogares estaba compuesto por un único individuo, y el 18,2% pertenecía a alguien mayor de 65 años viviendo solo. El tamaño promedio de los hogares era de 2,36 personas, y el de las familias de 3,01.
La población estaba distribuida en un 27,3% de habitantes menores de 18 años, un 7,8% entre 18 y 24 años, un 28,6% de 25 a 44, un 18,4% de 45 a 64, y un 17,8% de 65 años o mayores. La media de edad era 36 años. Por cada 100 mujeres había 84,4 hombres. Por cada 100 mujeres de 18 años o más, había 88,2 hombres.
Los ingresos medios por hogar en la localidad eran de 29.821 dólares ($), y los ingresos medios por familia eran 53.313 $. Los hombres tenían unos ingresos medios de 28.750 $ frente a los 17.045 $ para las mujeres. La renta per cápita para la ciudad era de 15.848 $. El 5,0% de la población y el 5,0% de las familias estaban por debajo del umbral de pobreza. El 4,7% de los menores de 18 años y el 3,5% de los habitantes de 65 años o más vivían por debajo del umbral de pobreza.